# É o Amor (filme)
É o Amor é um filme português, realizado por João Canijo. A ação passa-se nas Caxinas, uma freguesia de pescadores em Vila do Conde, no Norte de Portugal e retrata a relação entre a mulher (Sónia) e um pescador (Zé) que mostra uma confiança vital, numa vida de dependência recíproca e total para a sobrevivência da família. Por um lado a mulher confia e depende do pescador para ganhar a vida, e pelo outro, o pescador confia e depende da mulher para governar a vida. Este filme acompanha um grupo de mulheres das Caxinas no seu dia-a-dia, no trabalho quotidiano e com a família. Com a ajuda de uma atriz (Anabela) que se torna mais uma entre as mulheres das Caxinas.